# Eugene Bullard

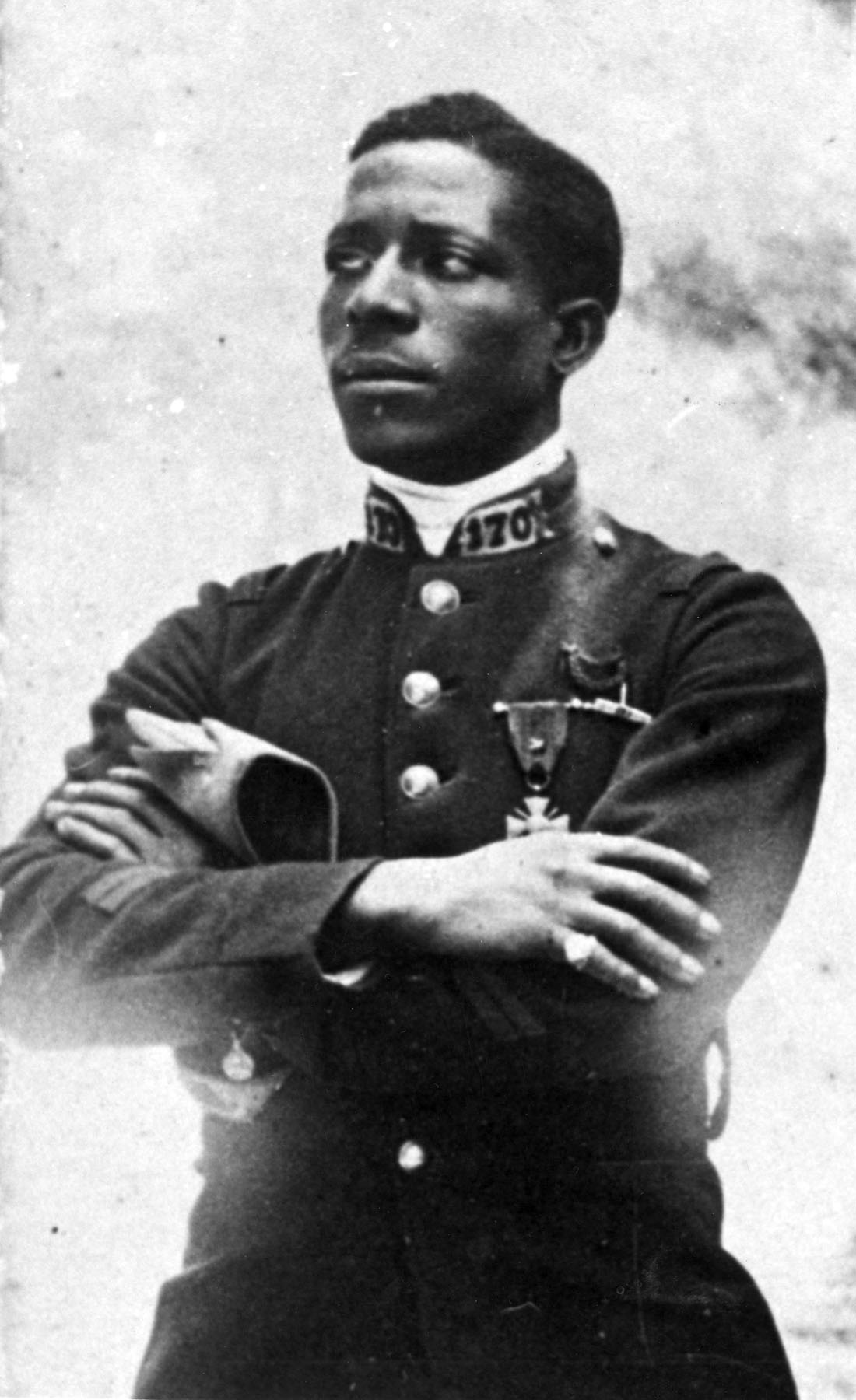
Eugene Bullard in Uniform

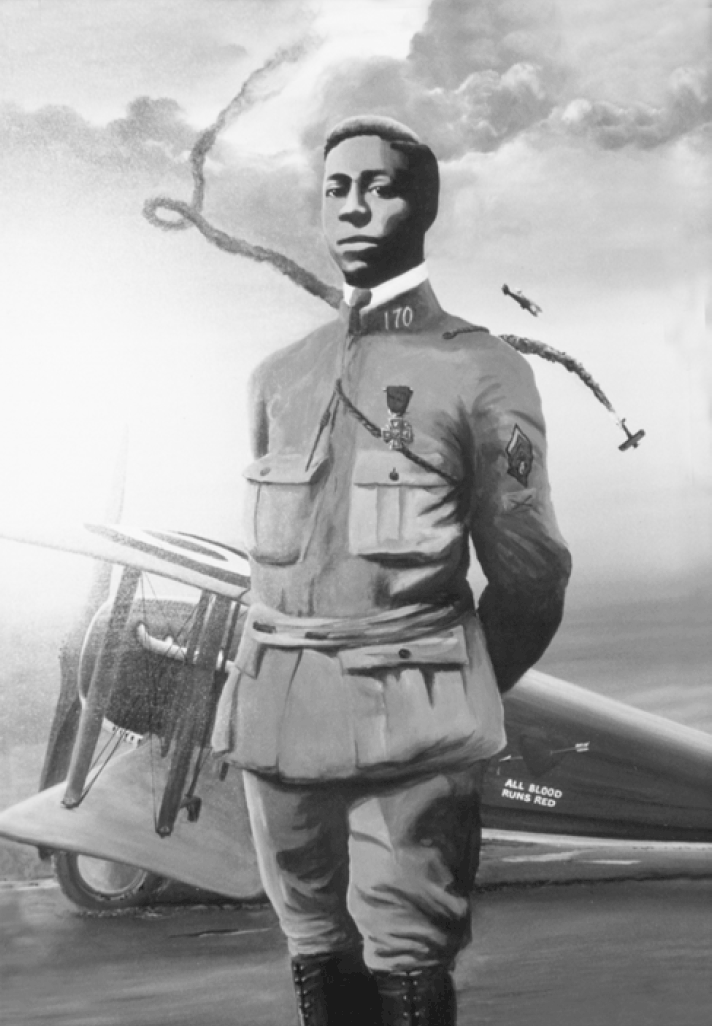
Eugene Bullard

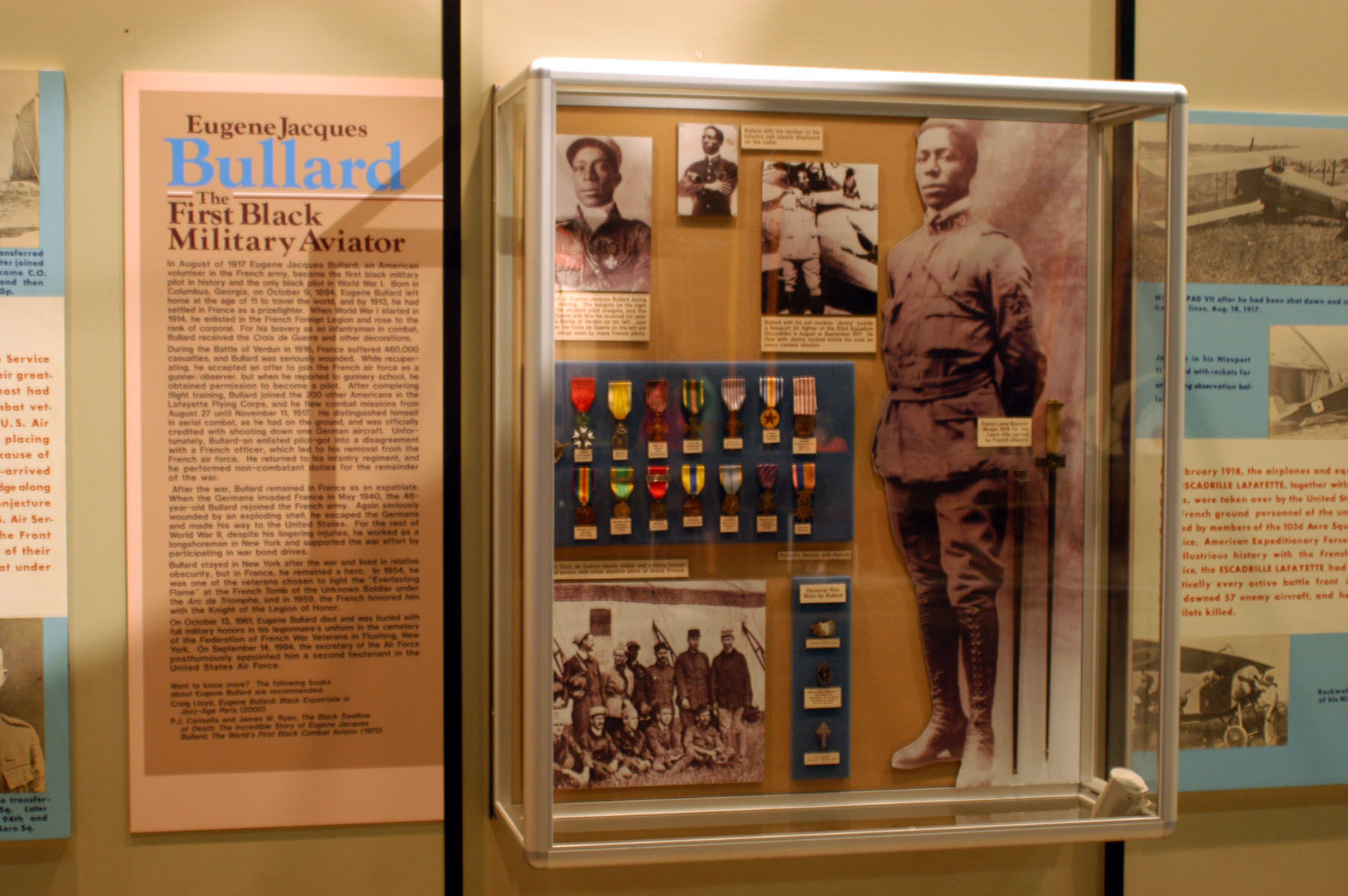
Bullard Ausstellung im National Museum of the United States Air Force

Eugene Jacques Bullard (* 9. Oktober 1894 in Columbus, Georgia; † 12. Oktober 1961 in New York City, Vereinigte Staaten) war der erste afroamerikanische Kampfpilot. Als erster schwarzer Kampfpilot wird aber Ahmet Ali Çelikten angesehen.

## Biographie
Eugene Jacques Bullard wurde in Columbus, Georgia in den Vereinigten Staaten geboren. Sein Vater war unter dem Namen „Big Chief Ox“ bekannt und seine Mutter war eine Indianerin vom Stamm der Creek. Sie hatten zehn Kinder. Um dem Rassismus zu entfliehen, ging Bullard auf ein Schiff, das unterwegs nach Schottland war (später behauptete er, dass er als Kind Zeuge wurde, wie sein Vater knapp dem Lynchen entkam).
Während seines Aufenthalts in Großbritannien arbeitete er als Boxer und in einer Music Hall. Auf einer Reise nach Paris beschloss er dort zu bleiben. Nach dem Ausbruch des Ersten Weltkriegs trat er am 19. Oktober 1914 in die Fremdenlegion ein. (Matricule 19/33.717) Er wurde dem 3. Marschregiment des 1er régiment etranger zugeteilt und sofort in den Einsatz geschickt. Am 13. Juni 1915 wurde er zum 2. Marschregiment des 1er régiment etranger und dann zum 170e régiment d’infanterie de ligne versetzt. Er kämpfte an der Somme und in der Schlacht um Verdun, wo er am 5. März 1916 am Oberschenkel schwer verwundet wurde. Es wurde ihm das Croix de guerre verliehen. Versetzt zur Lafayette Escadrille der Aéronautique Militaire kam er schließlich am 27. August 1917 zur SPA 93. Er nahm an über zwanzig Kampfeinsätzen teil, dabei wurden ihm ein oder zwei Abschüsse zugeschrieben (Quellen unterscheiden sich). Die französischen Behörden konnten Bullards Siege jedoch nicht bestätigen.
Mit dem Eintritt der Vereinigten Staaten in den Krieg berief der US Army Air Service im August 1917 eine medizinische Kommission mit dem Ziel, Amerikaner für den Dienst in der Lafayette Escadrille zu rekrutieren. Da Schwarze zu dieser Zeit nicht für den US Army Air Service fliegen durften, wurde Bullard nicht angenommen, obgleich er die medizinischen Tests bestand. Nach einer Schlägerei mit einem anderen Soldaten in seiner dienstfreien Zeit wurde er am 11. Januar 1918 wieder zu seinem Stammregiment, 170e régiment d’infanterie versetzt. Er diente bis zum Waffenstillstand im Camp de La Fontaine du Berger bei Orcines, im Puy-de-Dôme.
Nach dem Krieg blieb Bullard in Paris. Er wurde Schlagzeuger und spielte in Jazzbands. Dann begann er, in den renommiertesten Nachtclubs von Montmartre zu arbeiten, wechselte in die Rolle des Club-Managers und besaß schließlich eigene Etablissement, unter Le Grand Duc an der Place Pigalle. Er heiratete die Tochter einer französischen Komtesse. Die Ehe endete bald mit einer Scheidung. Bullard erhielt das Sorgerecht für seine zwei Töchter. Durch seine Arbeit in den Nachtclubs hatte er viele berühmte Freunde, unter ihnen Josephine Baker, Louis Armstrong und Langston Hughes. Beim Ausbruch des Zweiten Weltkriegs 1939 war Bullard, der deutsch sprach, damit einverstanden, deutsche Agenten, die seinen Club in Paris besuchten, für die französische Abwehr auszuspionieren.
Nach der deutschen Invasion der Dritten Französischen Republik floh Bullard 1940 mit seinen Töchtern in den Süden von Frankreich. In Orléans schloss er sich einer Gruppe von Soldaten an, die die Stadt verteidigten. Bei den Kämpfen erlitt er eine Verletzung an der Wirbelsäule. Ein französischer Spion half ihm, nach Spanien zu fliehen, und im Juli 1940 kehrte er in die Vereinigten Staaten zurück.
Bullard verbrachte wegen seiner Wirbelsäulenverletzung einige Zeit in einer New Yorker Klinik, erholte sich jedoch nie vollständig. Während und nach dem Zweiten Weltkrieg, auf der Suche nach Arbeit in den Vereinigten Staaten, musste er feststellen, dass ihm der Ruhm, den er in Frankreich genoss, nicht nach New York gefolgt war. Er arbeitete in einer Vielzahl von Beschäftigungen, als Parfümverkäufer, als Wachmann und als Übersetzer für Louis Armstrong. Seine Aktivitäten waren jedoch durch seine Rückenverletzung sehr eingeschränkt. Für einige Zeit versuchte er seinen Nachtclub in Paris zurückzubekommen, doch sein Eigentum war während der deutschen Besatzung zerstört worden. Er erhielt von der französischen Regierung eine Entschädigung, die es ihm ermöglichte, ein Appartement in Harlem zu kaufen.
In den 1950ern war er ein relativ Fremder in seinem eigenen Heimatland. Seine Töchter waren verheiratet und er lebte alleine in seinem Appartement, das mit Bildern berühmter Personen, die er gekannt hatte, und einem eingerahmten Kasten der seine 15 Kriegsorden enthielt, geschmückt war. Zuletzt war er als Aufzugführer im Rockefeller Center tätig, wo sein Ruhm als „Schwarze Schwalbe des Todes“ unbekannt war.
Im Jahr 1954 lud die französische Regierung Bullard nach Paris ein, um zusammen mit zwei Franzosen das ewige Licht am Grab des unbekannten Soldaten unter dem Arc de Triomphe wieder anzuzünden. 1959 wurde er zum Ritter der Ehrenlegion ernannt. Dennoch verbrachte er die letzten Jahre seines Lebens in relativer Vergessenheit und Armut in New York City. Am 12. Oktober 1961 starb er an Magenkrebs. Er wurde von französischen Offizieren mit militärischen Ehren im Abschnitt für französische Kriegsveteranen des Flushing Cemetery im New Yorker Stadtteil Queens beigesetzt.

## Vermächtnis

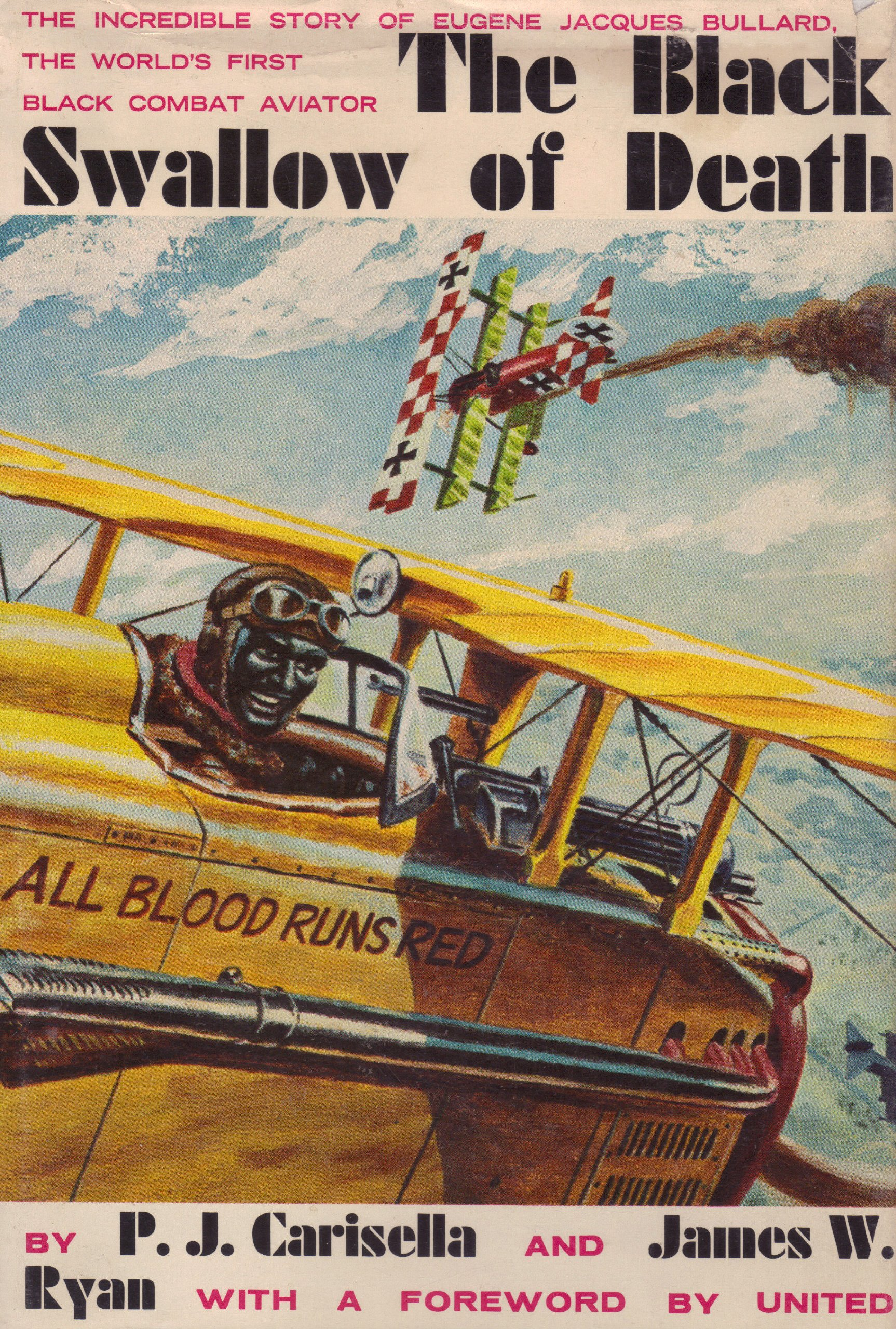
Buchumschlag

Seine Heldentaten wurden 1972 in dem Buch The Black Swallow of Death: The Incredible Story of Eugene Jacques Bullard, The World's First Black Combat Aviator von P.J. Carisella, James W. Ryan und Edward W. Brooke (Marlborough House, 1972) veröffentlicht. Dieses Buch, dessen Umschlag vom bekannten Cartoonisten George Evans gestaltet wurde, ist Teil der Bullard-Ausstellung im National Museum of the United States Air Force.
Am 23. August 1994, 33 Jahre nach seinem Tod und 77 Jahre nach seiner Ablehnung durch den US Army Air Service, wurde Eugene Bullard posthum zum Second Lieutenant der United States Air Force befördert.
2006 porträtierte der Film Flyboys Bullard und seine Kameraden von der Lafayette Escadrille in sehr freier Weise. Abdul Salis spielte die Rolle von Eugene Skinner, dessen Charakter auf Bullard basiert.
Der französische Historiker Claude Ribbe schrieb 2012 ein Buch und führte 2013 Regie bei einer TV-Dokumentation über Eugene Bullard.
Das 2020 erschienene Album Black Swallow der Progressive-Rock-Band Telergy erzählt von Bullards Leben.

## Auszeichnungen

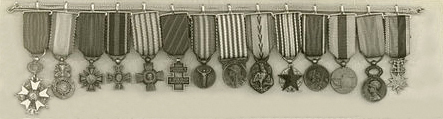
Eugene Bullards Orden

- Ritter der Französischen Ehrenlegion
- Französische Militärmedaille
- Croix de guerre
- Volunteer's Cross (Croix du combattant volontaire)
- Verwundetenabzeichen
- WWI commemorative medal
- WWI Victory medal
- Medaille der Freien Französischen Streitkräfte
- WWII commemorative medal